# دیوید اچ. مرداک
دیوید اچ. مرداک (به انگلیسی: David H. Murdock) (زاده ۱۱ آوریل ۱۹۲۳) کارآفرین، بازرگان و مدیر ارشد اجرایی آمریکایی است، که در حال حاضر به‌عنوان رییس هیئت مدیره شرکت غذایی دل فعالیت می‌کند. وی مالک اکثریت سهام این شرکت خصوصی می‌باشد.